# Klosterön Reichenau

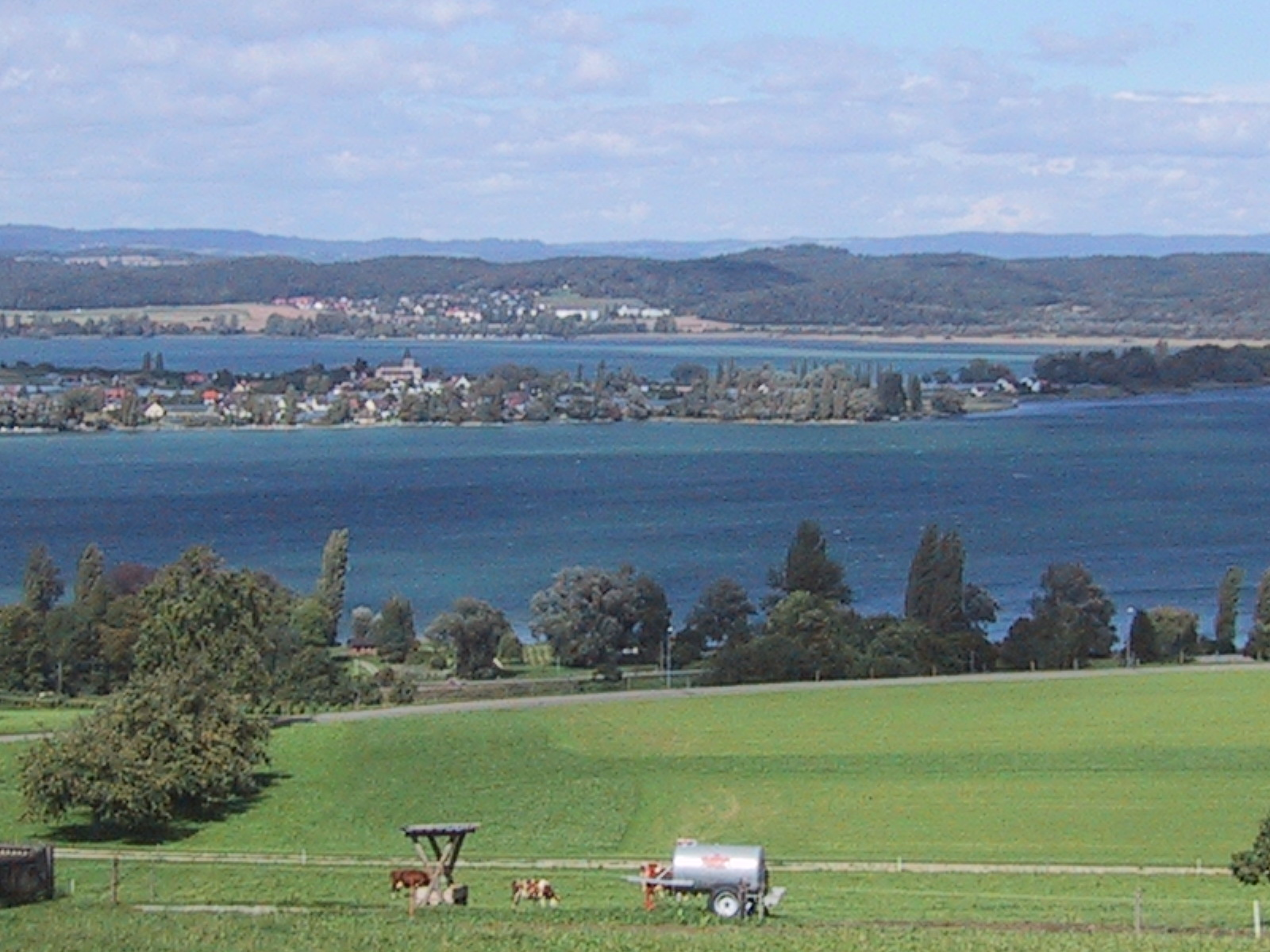
Utsikt över Bodensjön och ön Reichenau från den schweiziska sidan.

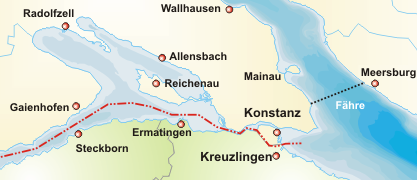
Karta.

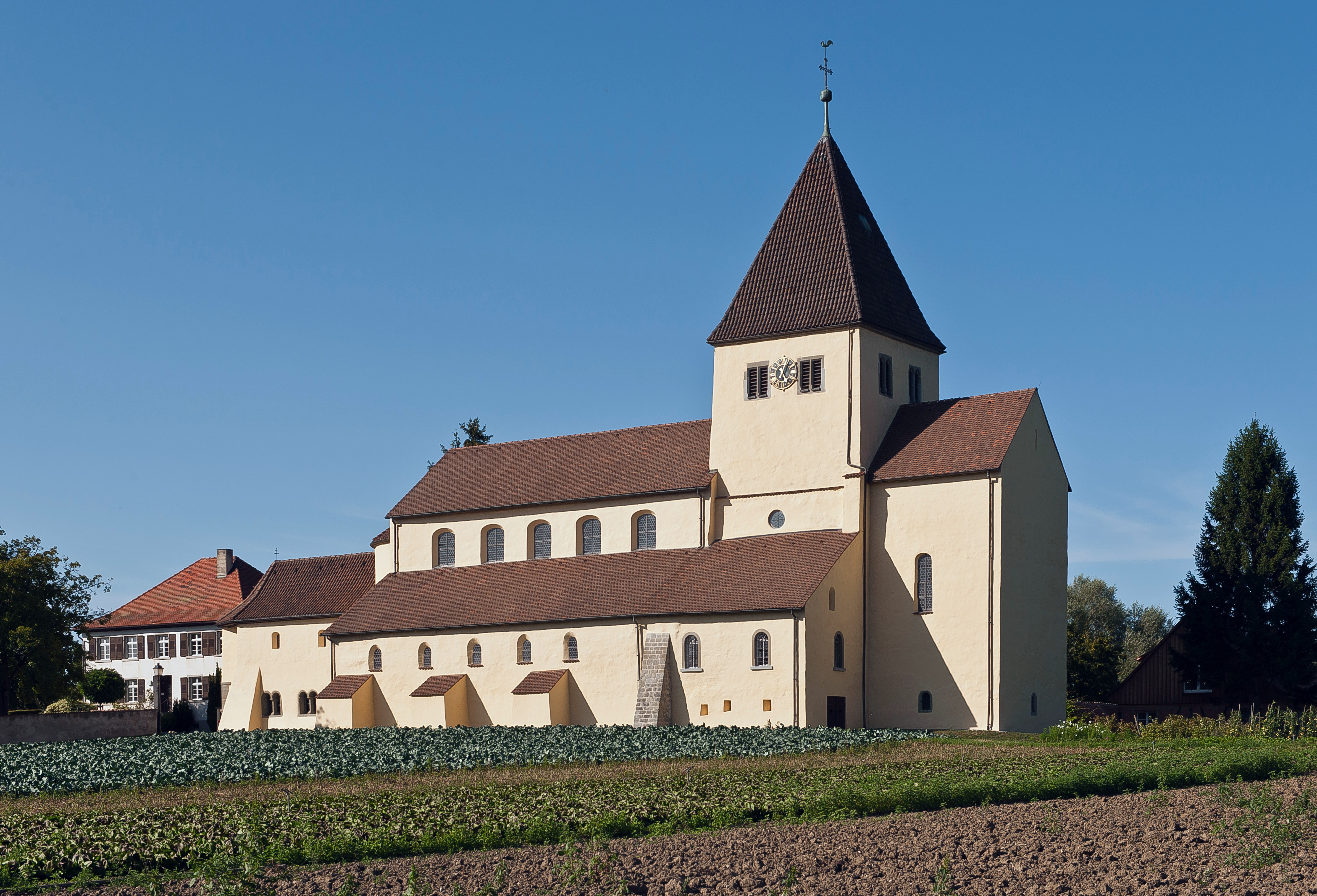
Georgskyrkan.

Klosterön Reichenau ligger i västligaste delen av Bodensjön i delstaten Baden-Württemberg i södra Tyskland, strax väster om staden Konstanz. En bro går från fastlandet ut till ön. 2001 blev ön ett världsarv för sitt munkkloster. Reichenau ligger i kommunen Reichenau som omfattar hela ön samt områden på fastlandet. Folkmängden i hela kommunen uppgick till 5 156 invånare i slutet av 2009, på en yta av 12,72 kvadratkilometer. Ungefär 60 procent av kommunens befolkning bor på ön, på ungefär en tredjedel av dess yta. 
Klosterkyrkan är tillägnad Jungfru Maria och Sankt Markus. Ytterligare två kyrkor byggdes på ön, den ena tillägnad Sankt Georg och den andra Sankt Petrus och Sankt Paulus. Klosterkyrkan i Reichenau är den bäst bevarade norr om Alperna. Här finns berömda konstverk, bland annat ottonska muralmålningar som avbildar Jesu under, och unika målningar från 900-talet.
Idag är ön även känd för sin grönsaksodling och vinproduktion. Wollmatinger Ried intill ön är ett stort naturreservat, och är ett våtmarksområde med vass som används av många flyttfåglar.

## Historia
Det alemanniska namnet på ön var Sindleozesauua, men den var också känd bara som Ow, Auua (på svenska: ’ö’). Detta namn latiniserades till Augia. Senare blev öns namn Augia felix eller Augia dives, därav namnet Richenow, Reichenau.
Benediktinerklostret i Reichenau grundades år 724 av den kringvandrande Pirminius, som sägs ha flytt från Spanien och den moriska invasionen, under beskydd av personer som Karl Martel och den mera lokalt hemmahörande greve Berthold samt den alemanniske hertigen Santfrid I (Nebi). Pirminius konflikt med sin lokala beskyddare resulterade i att han lämnade Reichenau 727, men under hans efterträdare Hatto, en släkting till hertigen av Hohenzollern, började klostret blomstra och influera det karolingiska imperiet genom utbildning av dem som tillsatte kejserliga och hertigliga domstolar. I Reichenau gjordes ritningarna till klosterkyrkan i Sankt Gallen.
Klostret låg längs huvudvägen mellan Tyskland och Italien, där passagen underlättade den mödosamma resan. Klostret i Reichenau hade en klosterskola och ett skriptorium samt en konstnärsverkstad. Klostret anses ha varit det största och konstnärligt mest betydelsefulla centret för produktionen av påkostade upplysande manuskript i Europa under det sena 900-talet och tidiga 1000-talet och omnämns dagligdags som Reichenauskolan. Ett exempel på skriptoriets produktion är Henrik II:s perikop-bok (verket finns idag i München). Reichenau har bevarat sina värdefulla reliker, vilka inkluderar krus från bröllopet i Kana.
Klostret nådde sin kulmen under abboten Berno av Reichenau (1008–1048). Under hans tid levde och arbetade lärda som Hermannus Contractus i Reichenau. Under andra halvan av 1000-talet ökade klostrets kulturella betydelse, för att sedan avta på grund av påven Gregorius VII:s restriktiva reformer och rivalitet med det närliggande klostret i Sankt Gallen. Under ledning av de efterträdande biskoparna blev klostrets betydelse obetydlig. När klostrets landområden sekulariserades och klostret upplöstes under Napoleon I:s välde, flyttades delar av Reichenaus berömda bibliotek till det statliga Landesbibliothek i Karlsruhe.